# Antequera (stacja kolejowa)
Antequera – stacja kolejowa w Antequera, w regionie Andaluzja, w Hiszpanii. Znajdują się tu 2 perony. Znajduje się pomiędzy stacjami Bobadilla i Antequera-Santa Ana w tej samej gminie.
Ta stacja jest ważnym przystankiem dla Media Distancia Renfe Algeciras-Granada i Sewilla-Almería Renfe i długodystansowych linii Madryt-Granada.

## Media Distancia Renfe
| Początkowa stacja   | <         | linia | >    | kierunek | uwagi |
| ------------------- | --------- | ----- | ---- | -------- | ----- |
| Sevilla-Santa Justa | Bobadilla | A-3   | Loja | Almería  |       |
| Algeciras           | Bobadilla | A-5   | Loja | Granada  |       |